# Gorybia umbella
Gorybia umbella là một loài bọ cánh cứng trong họ Cerambycidae.